# Dolphy’s Hat
Dolphy’s Hat ist ein Jazzalbum des Primitive Arkestra Live unter Leitung von David Haney. Die in fünf Sessions zwischen 2008 und 2013 entstandenen Aufnahmen erschienen 2014 auf Slam Productions.

## Hintergrund
Das Livealbum Dolphy’s Hat ist eine Sammlung improvisierter Werke für großes Ensemble, die Haney mit seinem Primitive Arkestra in den Jahren 2008 und 2013 aufgenommen hat. Die Gruppe reicht vom Quartett bis zur zwölfköpfigen Gruppe, neben dem Leiter, der Pianist David Haney spielten u. a. Julian Priester, Roy Campbell, Matt Lavelle, Steve Swell, Blaise Siwula, Adam Lane und Frank Clayton. Einige der Stücke wurden von Haney dirigiert, andere leitete er vom Piano aus. Die Themen sind einfach; bei der Vorbereitung der Stücke gab es keine Proben, und die Anweisungen wurden bewusst auf ein Minimum beschränkt. 
Die Stücke 1, 4, 9, 11 entstanden am 17. Februar 2013 in Brooklyn, die Stücke 2, 6 und 8 am 24. Mai 2008 in den Jackstraw Studios, Seattle, die Stücke 3 und 10 am 13. April 2013 im Veranstaltungsort IBeam Music Studio, Brooklyn, Stück 5 am 11. April 2013 im ShapeShifter Lab, Brooklyn, Stück 7 am 14. April 2013 im ABC NO Rio, New York.

## Titelliste
- Primitive Arkestra Live: Dolphy‘s Hat (Slam Productions SLAMCD 549)[1]

1. Rutless Opening 1:58
2. Leopard's Boulevard 3:14
3. L.T. Ruckus 3:00
4. Dolphy's Hat 15:18
5. Conflagration 4:09
6. Kicking the Tin Can Alley 8:41
7. Desolate Row 5:42
8. Sir Drips a Lot 2:42
9. Remember Uncle Two Brains 11:19
10. Nina Rota Letter to Fellini 9:36
11. Freedom Thirty-five 5:44

Die Kompositionen stammen von David Haney.

## Besetzung
- Rutless Opening, Dolphy's Hat, Remember Uncle Two Brains: Bass – Frank Clayton, Klarinette – Rosalyn DeRoos, Mandoline – Matt Cercily, Piano – David Haney, Posaune – Julian Priester, Posaune, Didgeridoo – Marc Smason, Tuba – Oleg Ruvinov.

- Leopard's Boulevard, Kicking the Tin Can Alley: Bass – Frank Clayton, Kontra-Altklarinette – Doug Haning, Schlagzeug – Juan Pablo Carletti, Piano – David Haney, Tenorsaxophon – Dan Blunck, Posaune – Marc Smason.
- Sir Drips a Lot: Bass – Frank Clayton, Kontra-Altklarinette – Doug Haning, Tenorsaxophon – Dan Blunck, Posaune – Marc Smason.

- L.T. Ruckus, Nina Rota Letter to Fellini: Bass – Adam Lane, Leitung – David Haney, Schlagzeug – Michael Wimberly, Flöte – Roy Campbell, Saxophone – Avram Fefer, Blaise Siwula, Posaune – Steve Swell

- Conflagration: Bass – Adam Lane, Leitung – David Haney, Piano – David Arner, Saxophone – Blaise Siwula, David Bindman, Posaune – Steve Swell.

- Desolate Row: Bass – Chris Jones, John Murchison, Cello – Jack DeSalvo, Leitung – David Haney, Schlagzeug – Mark Flynn, Flöte – Diana Wayburn, Piano – Bob Reina, Constance Cooper, Saxophone – Blaise Siwula, Tenorsaxophon – Frankie Wilson, Posaune – Stan Nishimura, Trompete – Liam Sillery, Matt Lavelle, Stimme – Nora McCarthy

## Rezeption
Nach Ansicht von Alberto Bazzurro, der das Album in All About Jazz rezensierte, bringt der Verweis auf zwei Bilderstürmer wie Eric Dolphy und Sun Ra die Hörer bereits näher an den Kern dieses Albums. Der Deus ex machina der gesamten Geschichte sei David Haney als Pianist und Komponist, der unter anderem mit Roswell Rudd, John Tchicai und Andrew Cyrille sowie, was nicht überraschend ist, immer wieder mit Julian Priester zusammengearbeitet hatte. Das Album sei eine kalibrierte, überwachte Avantgarde, die niemals ausschweifend oder fadenscheinig klinge und eine ständige Präsenz von „Variationen des Themas“ aufweise – von einer Gesamtlogik bestimmt, die trotz der unterschiedlichen Formationen und der verschiedenen Epochen einen unbestreitbaren inneren Zusammenhalt und Kohärenz bewahre.
„Leopard's Boulevard“ ist wahrscheinlich das stärkste Stück auf dem Album, meint Stefan Wood, ein dreiminütiger Ausbruch von Musik, der an Albert Ayler oder den progressiveren Free Jazz der 1960er-Jahre erinnere. Der Rest des Albums sei jedoch nicht so überzeugend. Die losen Strukturen würden keine Richtung vorgeben oder Anstoß für die Musiker sein, und bei der Bedeutung der Musiker hier sei es schon seltsam, dass ein solches Ergebnis erzielt wurde. Insgesamt sei das Album düster, schwerfällig und erstickend. Zudem schwanke die Tonqualität der Aufnahmen, und bestimmte Musiker scheinen kein Mikrofon zu haben, sodass sie beim Spielen so klingen, als wären sie am anderen Ende des Raums; es sei wirklich ein schwieriges Hörerlebnis. Den Albumtitel „Dolphy's Hat“ zu geben, impliziere eine Hommage an Eric Dolphy, durch das Spielen seiner Kompositionen oder im Geiste seiner Musik, aber abgesehen von einigen kurzen Momenten sei dies aber nicht der Fall.